# Defetism
Defetismul este o infracțiune săvârșită de militari sau de civili care constă în răspândirea sau publicarea în timp de război de zvonuri sau informații false, exagerate sau tendențioase relative la situația economică și politică a țării, la starea morală a populației în legătură cu declararea și mersul războiului, precum și săvârșirea altor asemenea fapte de natură să slăbească rezistența morală a populației. Codul penal al României prevede în art. 349 că defetismul se pedepsește cu închisoare de la 5 la 15 ani și interzicerea unor drepturi.
Și în Codul penal al Republicii Moldova, defetismul face parte din grupul crimelor și delictelor contra capacității de apărare a țării, așezate în capitolul II, titlul XII, art. 504 Cod penal, partea specială și constă în răspândirea sau publicarea în timp de război de zvonuri sau informații false relative la situația economică și politică a țării, la starea morală a populației în legătură cu declanșarea și mersul războiului, precum și săvârșirea altor asemenea fapte de natură să slăbească rezistența morală a populației.